# Bernhard Constantin von Schoenebeck

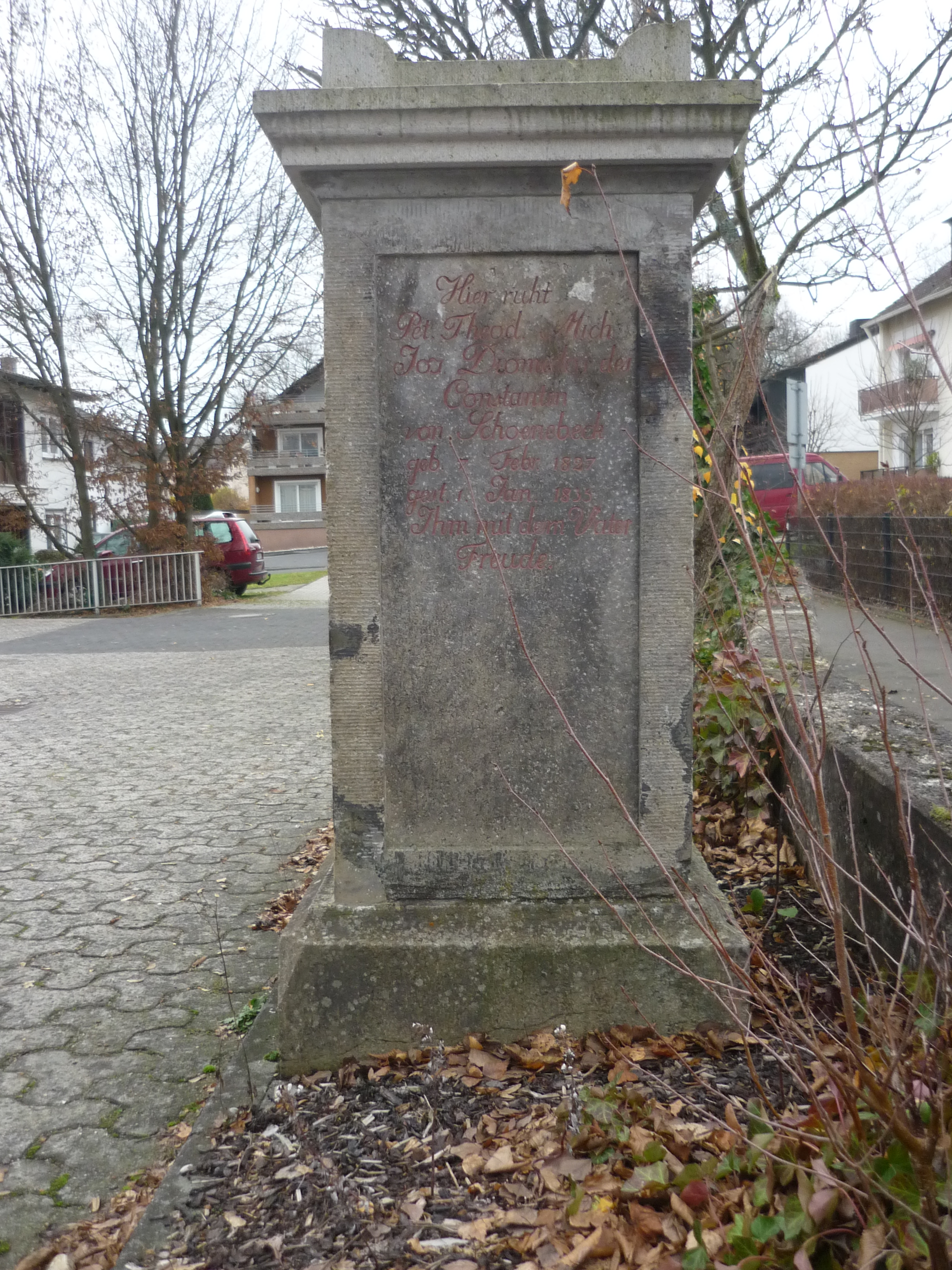
Grabstein von Schoenebeck

Bernhard Constantin von Schoenebeck (* 4. April 1760 in Johannisberg bei Windhagen; † 13. September 1835 in Altenkirchen (Westerwald)) war ein deutscher Mediziner, Gelehrter, Bibliothekar und Autor.  

## Leben
Bernhard Constantin von Schoenebeck wurde als Sohn von Johann Michael Joseph, Soldat in kurkölnischen und holländischen Diensten, 1751 Licentiat der Rechte und Maria Bernhardine von Graff geboren. Das von ihnen bewohnte Rittergut Düsternau bei Peterslahr erwarb sein Urgroßvater Peter Dietrich von Schoenebeck durch Heirat mit Maria Elisabeth von der Hoven genannt Pampus, die Erbin des Rittergutes Düsternau war. Die Eltern Bernhard Constantins starben beide im Jahr 1761, so dass er bei der Großmutter auf der Düsternau aufwuchs. Für den Knaben war nach Tradition der Familie die naturwissenschaftliche Laufbahn vorgezeichnet; alle seine Verwandten waren angesehene Gelehrte und Beamte im bergischen und kölnischen Diensten. Er besuchte die Lateinschule in Linz am Rhein, ging dann auf das Montanergymnasium in Köln und wurde am 22. Mai 1776 an der Universität Köln immatrikuliert. Er belegte Philosophie und Naturwissenschaften und ließ sich in die medizinische Fakultät aufnehmen. 1779 ging er an die Universität Duisburg und beendete dort 1783 sein Studium mit einer Dissertation über die tierische Wärme.
Ihn beschäftigten aber nach seinem Medizinstudium eher philosophische, historische und andere schöngeistige Dinge; so trat er 1778 in die Dienste des Sammlers und Literaten Baron Adolf von Hüpsch, der ihn zu vielfältigen Arbeiten in seinem Kabinett einstellte; er ließ Schoenebeck das Werk des Jesuitenmissionars Bernhard Havestadt, Chilidugú, sive Res Chilensis (Münster, 1777) übersetzen. Bei Hüpsch lernte er auch seinen künftigen Schwager Johann Peter Eichhoff kennen, der als einer der eifrigsten Vorkämpfer auf literarischem Gebiet 1778/79 ein Wochenblatt herausgab, das von einer „Gesellschaft von Literaturfreunden“ veranlasst worden war.
Den vom Geist der Aufklärung geprägten Schoenbeck zog es nach Bonn; in der Akademie, die von Kurfürst Max Franz geschaffen worden war, fand er 1784/85 sein erstes öffentliches Amt; er wurde Lehrer der Botanik. Da aber der geringe Zulauf an Hörern die Professur überflüssig machte, widmete er sich dem Journalismus und der Literatur. 1784 erschien sein Werk Mahlerische Reise am Niederrhein, Merkwürdigkeiten der Natur und Kunst aus den Gegenden des Niederrheins; ein zweites Heft erschien 1785, das dritte und die Zusätze 1789. Das offene Urteil über die kirchlichen Dinge und besonders die Klöster brachten ihm das Misstrauen konservativer Kreise, zuletzt auch des Kurfürsten ein.

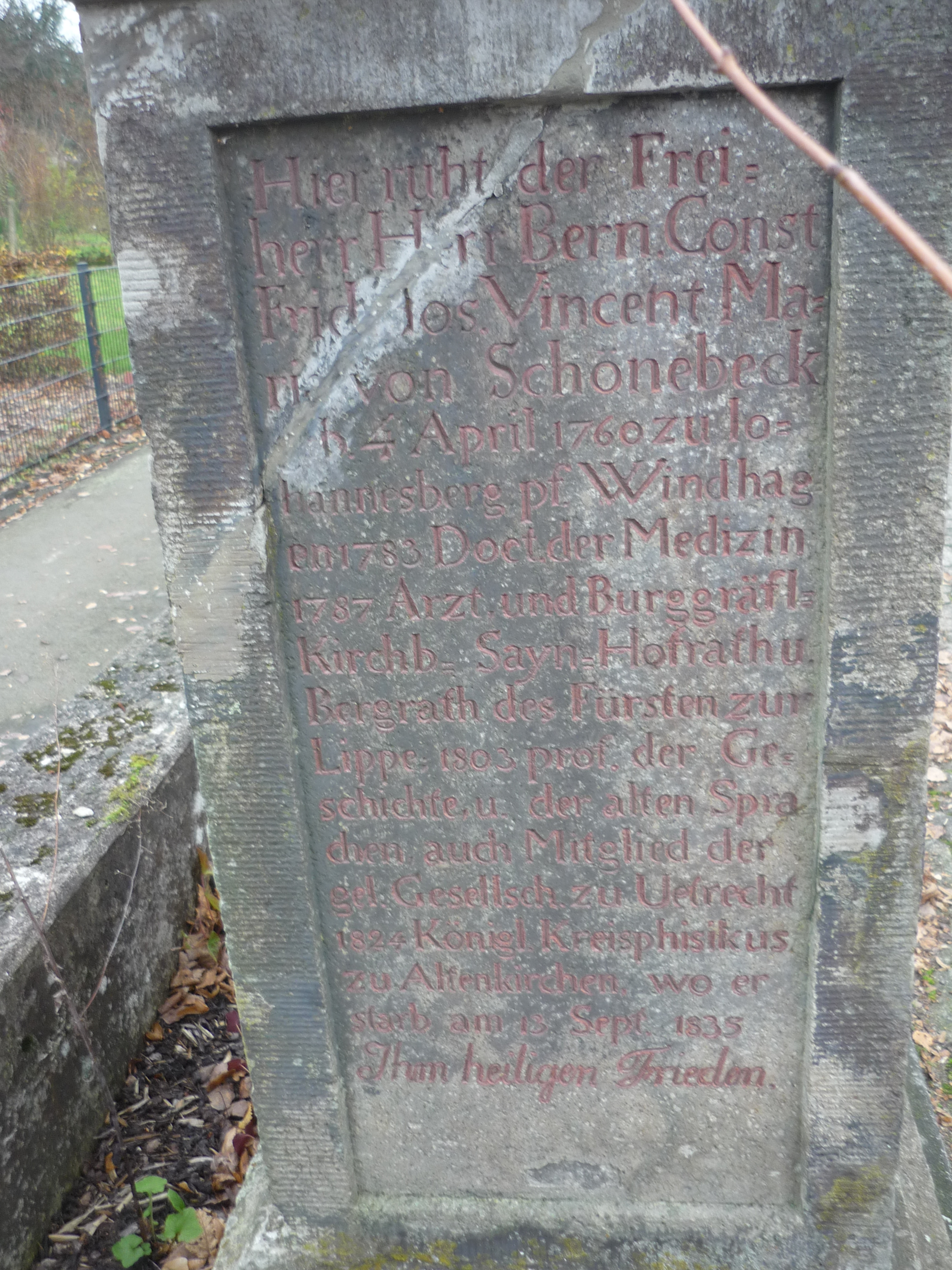
Bernhard v. Schoenebeck, Rückseite des Grabsteins

Im März 1785 heiratete er Barbara Eichhoff. Der Kreis, in dem sich Schoenebeck in Bonn bewegte, umfasste die gesamte Oberschicht, über die wissenschaftlichen, adligen bis zu den kulturellen Kreisen. Von seinem Schwager Peter Eichhoff übernahm er die Redaktion des Bönnischen Intelligenzblattes, 1787 erschien sein anonymes Werk in eigener Druckerei, Gesetzbuch der reinen Vernunft. Nach der Geburt seines ersten Sohnes Johann August übersiedelte er nach Kirchen (Sieg) und übte dort den Arztberuf aus. Im folgenden Jahr wurde er zum Kirchberg-saynischen Hofrat ernannt und trat in die Bonner Lesegesellschaft ein. Die Familie wohnte nun in Düsternau, wo ihm sechs weitere Kinder geboren wurden. In der Zeit der französischen Besetzung des Rheinlandes wurde er in Köln zum vereideten Übersetzer beim Zivilgericht, im Mai nach Aachen und schließlich zum Notar des Kantons Weiden bei Köln bestellt. 1800/01 war er als Bibliothekar in Köln beschäftigt; er widersetzte sich vehement der Überführung von Kulturgut nach Frankreich. 
Im Jahr 1804 war er Professor der alten Sprachen an der Centralschule in Köln; dann zog es ihn wieder in seine westerwälder Heimat. Von 1805 bis 1813 wirkte er als Arzt in Altenkirchen. Die Familie wohnte weiter auf dem Gut Düsternau, wo seine Frau 1811 verstarb. In zweiter Ehe heiratete er Margarethe Josephine Schmidt aus Hachenburg, die ihm fünf Kinder schenkte. Von 1817 bis 1824 war er Arzt in Eitorf an der Sieg, dann übertrug ihm die preußische Regierung am 21. August 1824 die Kreis-Physikatsstelle in Altenkirchen, in der er bis zu seinem Tode tätig war. Er wurde auf dem katholischen Friedhof beigesetzt; Sein Grabstein steht heute bei dem Kreisgesundheitsamt Altenkirchen.

## Werke
- Mahlerische Reise am Nieder-Rhein: Merkwürdigkeiten der Natur und Kunst aus den Gegenden des Nieder-Rheins. Verf., Köln am Rhein; Weigel & Schneider, Nürnberg 1784- Digitalisat (3 Hefte)
- B. C. von Schoenebeck: Mahlerische Reise am Nieder-Rhein 1783, Neuausgabe Juli 2018, ISBN 978-3-929386-98-1, Kid Verlag, Bonn